# Fidel von Baur-Breitenfeld
 (février 2025).
Fidel Karl Friedrich von Baur-Breitenfeld (8 avril 1805, Rottweil - 20 mars 1882, Louisbourg) est un général et homme politique du royaume de Wurtemberg.

## Biographie
Fils de Fidel Karl Joseph von Baur-Breitenfeld (1780-1813), colonel commandant l'Infanterie-Regiment Herzog Wilhelm, et de Luise von Alberti (1785-1863), il suit sa formation militaire à l'École d'officiers de Louisbourg de 1821 à 1825, puis il suit des études de sciences naturelles et de politiques à l'université de Tübingen. Il enseigne à l'École supérieure de la Guerre à partir de 1828.
Détaché auprès de l'armée prussienne en 1829, il est chargé de la formation militaire du prince Charles de Wurtemberg en 1839.
Capitaine depuis 1835, il est successivement promu major en 1842, lieutenant-colonel en 1845, colonel et Quartier-maître général en 1847.
En 1849, il est nommé commissaire du Quartier général du prince Guillaume de Prusse à Rastatt.
Generalmajor, il est ministre de la Guerre (de) du royaume de Wurtemberg dy 28 octobre 1849 au 2 juillet 1850. Il devient chef d'État-major et aide de camp du roi de Wurtemberg.
Il est nommé membre à vie de la première Chambre des États de Wurtemberg (de) en 1851.
Il est envoyé du Wurtemberg à la Commission militaire de Francfort de 1852 à 1854.
En mai 1853, il est nommé commandant de l'artillerie de Wurtemberg et gouverneur de Louisbourg.
Il est promu lieutenant-général et commandant de la Felddivision en 1859. Il est nommé en 1866 chef d'état-major du 8e corps d'armée de la Confédération germanique, qui était sous le commandement du prince Alexandre de Hesse.
Il est le représentant du ministre de la Guerre Albert von Suckow (de) durant la guerre franco-allemande de 1870.
Il épouse en 1834 Karoline (Lina) Friederike von Kerner, fille du général-baron Karl von Kerner (de) et sœur de Justinus Kerner. De ce mariage est né le diplomate Fidel von Baur-Breitenfeld (1835-1886) et l'écrivaine Tony Schumacher.

## Distinctions
- Grand-croix de l'ordre de Frédéric
- Grand-croix de l'ordre de la Couronne de Wurtemberg
- Commandeur de l'ordre du Lion de Zaeringen
- Commandeur de l'ordre de Louis de Hesse
- Grand-croix de l'ordre de Philippe le Magnanime
- Grand-croix de l'ordre royal des Guelfes
- Grand-croix de l'ordre d'Adolphe de Nassau
- Grand-croix de l'ordre du Mérite du duc Pierre-Frédéric-Louis
- Grand-croix de l'ordre de l'Aigle rouge de 1re classe
- Grand-croix de l'ordre de la Couronne (Prusse)
- Commandeur de la Légion d'honneur